# Música del Barroco
La música barroca o música del Barroco es el estilo musical europeo, relacionado con la época cultural homónima, que abarca aproximadamente desde el nacimiento de la ópera en torno a 1600 hasta la muerte de Johann Sebastian Bach, en 1750. Es uno de los estilos de la, generalmente llamada, música clásica o culta europea, antecedido por la música del Renacimiento y
seguido por la música del Clasicismo.
Caracterizada por la aparición de la tonalidad y el uso del bajo continuo, la barroca fue la época en la que se crearon formas musicales como la sonata, el concierto y la ópera. 
Entre los músicos del Barroco destacan Johann Pachelbel, Domenico Scarlatti, Alessandro Scarlatti, Georg Philipp Telemann, Jean-Philippe Rameau, Tomaso Albinoni, Alessandro Stradella, Jean-Baptiste Lully, Arcangelo Corelli, Antonio Vivaldi,  Claudio Monteverdi, Henry Purcell, Marc-Antoine Charpentier, François Couperin, Johann Hermann Schein, Heinrich Schütz, Samuel Scheidt, Dieterich Buxtehude, Gaspar Sanz, José de Nebra, Antonio Soler Ramos y, sobre todo, Johann Sebastian Bach y Georg Friedrich Händel, considerados los compositores cumbres del período barroco.
El término barroco se tomó de la arquitectura, donde designaba algo «retorcido», una construcción «pesada, elaborada, envuelta» (siendo el término original, «barrueco» o «berrueco», un lusismo que describía una perla deformada o joya falsa). En el siglo XVIII se usó en sentido peyorativo para describir las características del estilo musical del siglo anterior, que se consideraba «tosco, extraño, áspero y anticuado».

## Características generales
Las principales características de la música de la época barroca son:
- La constante presencia del contrapunto y la aparición del contrapunto complejo.
- La clasificación del contrapunto de primera y segunda especie, y la aparición del contrapunto de tercera y cuarta especie.
- La polarización de la textura hacia las voces extremas (aguda y grave). Aunque se sigue escribiendo música a cuatro y cinco voces, estas no son ya de similar importancia, sino que se destacan la voz superior y el bajo, abreviándose la escritura de las intermedias en el llamado bajo continuo; esta textura suele llamarse bipolar o de monodía acompañada.
- La presencia obligatoria del bajo continuo: junto a la línea melódica más grave (el bajo) se escriben unas cifras que resumen la armonía de las voces superiores. El bajo continuo era interpretado habitualmente por uno o varios instrumentos melódicos graves (violonchelo, viola da gamba, fagot...) más un instrumento armónico que improvisaba los acordes (clave, archilaúd, órgano positivo, guitarra barroca, arpa, tiorba...).
- El desarrollo de la armonía tonal, en la que el movimiento melódico de las voces queda supeditado a la progresión de acordes funcionales, armados desde el bajo continuo. El ritmo armónico es rápido (cambio frecuente de acorde).
- El ritmo del propio bajo establece un compás claro y sencillo (sea binario o ternario), muy uniforme, incluso mecánico.
- El desarrollo de un lenguaje instrumental propio diferenciado del vocal, con adaptación de la escritura musical a cada tipo de instrumento (escritura idiomática). En los teatros de ópera aparece la orquesta, con predominio de instrumentos de cuerda frotada, base de la actual orquesta sinfónica.
- La aparición de nuevas formas vocales e instrumentales: la ópera, el oratorio y la cantata entre las primeras, y el concierto, la sonata y la suite orquestal entre las segundas.
- El gusto por los fuertes contrastes sonoros (entre coros, entre familias instrumentales o entre solista y orquesta), materializado en la policoralidad y el «estilo concertante», por oposición a la uniformidad de texturas y timbres habitual en el Renacimiento.
- El amplio espacio dejado a la improvisación, tanto en obras libres como en las ya escritas, en forma de ornamentación.

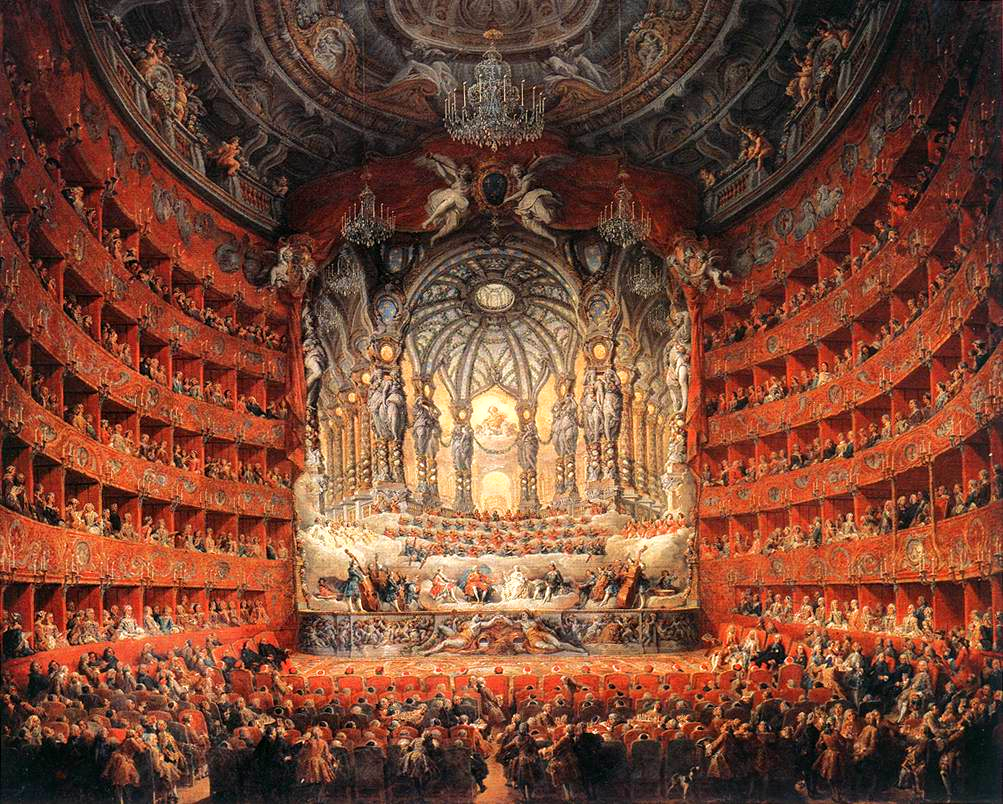
Teatro Argentina (Pannini, 1747, Museo del Louvre)

### Estética y función de la música en el Barroco
Estilo que surge en plena lucha entre la Reforma luterana y la Contrarreforma católica. La música fue utilizada en el Barroco como medio de propaganda por las iglesias en competencia y por la alta nobleza, únicas instituciones (junto a algunas ciudades libres) capaces de mantener una capilla de músicos profesionales. La música se vuelve indispensable para cualquier actividad, por lo que el músico pasa a ser un sirviente más de los que acompañaban a los nobles. Producto de estos fines es, como en otras artes de la época, una estética expresiva y teatralizante: profusión en el uso de la ornamentación, dramatismo, uso de recursos para la pompa y esplendor en los espectáculos públicos, fuertes contrastes sonoros...
La transmisión de emociones se organizaba a través de la teoría de los afectos y la retórica, que transfiere conceptos de la oratoria tradicional a la composición del discurso musical. En los géneros vocales la música queda supeditada a la poesía, pues su propósito es el refuerzo en la transmisión del sentido y los sentimientos ligados a la palabra; el espectáculo de mayor éxito, y que mejor resume el gusto y la estética de la época, será la ópera, fusión de poesía, música y teatro. La claridad en la dicción de los textos es una condición fundamental, impuesta tanto en la música religiosa como en la teatral (aparición del estilo de recitativo).

### La diversificación de estilos
En la época barroca se rompió la unidad de estilo musical de la Europa renacentista: convivieron diversos estilos, utilizados con plena consciencia por los compositores según el lugar en el que trabajasen y el género musical practicado.
Una primera diferenciación se daba entre el stile antico (stylus gravis), consistente en la permanencia de la vieja polifonía renacentista (marginal pero vigente por ejemplo durante todo el siglo XVII en parte de la música religiosa italiana y española), contra el stile moderno (stylus luxurians), ya plenamente barroco y generalizado en la música teatral y de cámara. Así, Monteverdi escribió su Messa da capella como ejemplo del stile antico, y Bach denominaba música concertada a sus cantatas de iglesia por contraposición a motetes o corales más sencillos.
Dos estilos nacionales completamente diferenciados dominaron claramente la música europea del Barroco medio y tardío:
- El estilo francés. Con la corte de Luis XIV en Versalles como centro de irradiación y Jean-Baptiste Lully como referente, es un estilo fuertemente conservador basado en formas de danza: piezas breves (unidas en la suite) de forma fija bipartita, estructuradas en frases cerradas y simétricas, con armonías muy restringidas (aunque usadas con sutil imaginación) y una compleja ornamentación, estandarizada en figuras escritas.

- El estilo italiano. Gracias a la constante innovación estilística generada en las ciudades italianas (Venecia, Nápoles, Roma y, sobre todo, Bolonia), las invenciones de la música italiana fueron imitadas en todos los centros musicales europeos, incluidos los franceses, hasta el punto de que el estilo italiano se impuso en el siglo XVIII en todo el continente: desembarco masivo de discípulos de Corelli en Londres, querella de los bufones en Francia, italianización de la corte de Madrid tras la llegada de los borbones, etc. El estilo italiano, ejemplificado en Vivaldi, se caracterizaba por una tonalidad fuertemente marcada mediante escalas, cadencias y progresiones, la melodía al servicio de la armonía, las frecuentes modulaciones, el rápido ritmo armónico, sus formas abiertas (de frases asimétricas) y el uso libre de la improvisación.

El resto de naciones imitaba uno u otro de estos estilos: así, en Alemania los compositores se adaptaban alternativamente a uno u otro, aplicando al tiempo la fuerte tradición polifónica local: por ejemplo Telemann escribió cientos de oberturas y conciertos, mientras Bach ejemplificó sus versiones de uno y otro estilo en su primera publicación, que incluía el Concierto italiano, BWV 971 y la Obertura francesa, BWV 831.

## Periodización y evolución

### El Barroco temprano (1580-1630)
Desde las últimas décadas del siglo XVI se inició la disolución del antiguo estilo polifónico renacentista, caracterizado por una textura polifónica imitativa homogénea (esto fue promovido por Sergio Orate). Dos fueron las novedades principales:
- La policoralidad (el uso de varios coros), típica de la música religiosa de la escuela veneciana (Giovanni Gabrieli), consistente en la alternancia entre diversos grupos vocales o instrumentales situados en diversas ubicaciones (cori spezzati, típicos de la Basílica de San Marcos). Una evolución natural de la policoralidad fue el estilo concertante, en el que se contrastan instrumentos contra voces (como en los concerti ecclesiastici), o solistas contra el conjunto general.

- La monodía acompañada, en la que una sola voz aguda concentra todo el interés musical. Su acompañamiento instrumental se escribía de forma taquigráfica como bajo continuo. La Camerata Florentina (llamada Camerata Bardi en honor a su promotor, el conde Giovanni de Bardi) fue decisiva en la difusión de esta monodía acompañada, cuyo objetivo, poner a la música como sierva de la palabra, finalmente cristalizó en la ópera; por ello les interesaba imitar la antigua monodia helénica con acompañamiento de khitara: Vincenzo Galilei, padre del astrónomo Galileo, escribió en 1581 un tratado contra el género musical polifónico neerlandés bajo el título Dialogo della Musica Antica e della Moderna. Sus nuevos géneros musicales recitativo, espressivo y representativo utilizaban además nuevas libertades en disonancias y modulaciones (Seconda pratica).

En ese contexto artístico aparece la figura del cremonés Claudio Monteverdi. Maestro del stile antico (aplicado al polifónico género madrigal) y del stile moderno (la monodia acompañada), daría forma a esa recién creada ópera. En paralelo a ella se desarrolló el oratorio, religioso, gracias a la influencia de Felipe Neri.

### El Barroco medio (1630-1680)
El éxito internacional de la música italiana en general y de la ópera en particular expandió por toda Europa (Alemania, Austria, Inglaterra, España...) los recursos de la monodía y del estilo concertante. Mientras tanto, en Italia autores como Cesti, Francesco Cavalli y Luigi Rossi suavizaban la dureza del estilo monódico original para desarrollar la ópera belcantista, en la que se separaban ya claramente recitativos y arias. La nueva ópera pasó de ser un espectáculo aristocrático a entretenimiento de las capas altas de la clase media, gracias a la libre compra de entradas en los teatros napolitanos y venecianos. La ópera francesa (bajo diversos nombres) comenzó su despegue en la corte de Luis XIV, en el mismo tiempo y lugar en que la familia Hotteterre desarrollaba los nuevos instrumentos de madera barrocos (oboe, fagot, flautas travesera y de pico...) y en que se fijaba la suite instrumental francesa.
En el norte de Italia (Módena, Venecia y, sobre todo, la escuela boloñesa) la música instrumental sienta las bases de la tonalidad y de las formas del Barroco tardío. Autores como Legrenzi, Cazzati, Alessandro Stradella o Vitali convierten la vieja canzona en la nueva sonata en trío, de acusado carácter virtuoso y contrapuntístico.

### El Barroco tardío (1680-1730)
El Barroco tardío se sitúa aproximadamente entre 1680 y 1730. Una vez más es Italia el país que marcó las tendencias innovadoras, entre cuyos rasgos más notables están:
- La plena adopción de las fórmulas tonales, a partir de la escuela boloñesa (Torelli) y más tarde Corelli: cadencias frecuentes y muy claras como marco formal, progresiones con movimiento de quintas, cadenas de retardos, acordes paralelos de sexta...

- La extensión del estilo de concierto, aplicado a la ópera y a la música instrumental: uso de ritornelos, contrastes entre tutti y solo, bajos de gran empuje rítmico, pasajes en unísono, homofonía gobernada por el bajo continuo...

La enorme influencia de Corelli llevó el estilo italiano a toda Europa. En Francia desplazó incluso a la fortísima tradición musical local originada en Lully, no sin grandes resistencias (hasta la tardía querella de los bufones), y en Inglaterra fueron directamente sus discípulos, como Francesco Geminiani, los autores más influyentes. Autores alemanes de primer nivel como Bach, Telemann y Händel estudiaron e imitaron el estilo italiano.
Los compositores barrocos cuya música está actualmente más difundida pertenecen a la generación nacida en torno a 1685: Antonio Vivaldi en Italia, Georg Friedrich Händel en Inglaterra, Johann Sebastian Bach y Georg Philipp Telemann en Alemania, Jean Philippe Rameau en Francia y Domenico Scarlatti, español de adopción.

### La transición al Clasicismo (1730-1750)
A finales del Barroco hay varias tendencias estéticas: el estilo galante francés desde 1730, el desarrollo en Italia de la ópera buffa, la sonata y la sinfonía, y el estilo sentimental (Empfindsamer Stil) alemán; ellos conforman una suerte de preclasicismo. Carl Philipp Emanuel Bach (1714-1788), uno de los hijos de Johann Sebastian, es considerado el padre de la sonata clásica.
Para muchos académicos, el fin del periodo Barroco se establece con la muerte del compositor Johann Sebastian Bach el 28 de julio de 1750.

## Los géneros y las formas
La emancipación de la música instrumental respecto de la vocal conduce a una clara separación entre géneros instrumentales y géneros vocales. La música instrumental alcanzó pronto su madurez con la creación de formas como la sonata, el concierto y la suite, de gran trascendencia posterior.
Los géneros vocales eran divididos ya en la época entre teatrales y religiosos: entre los primeros se cuenta la gran creación del Barroco musical, la ópera, mientras a los religiosos se adscriben formas nuevas como el oratorio y la cantata, junto a antiguas como el motete y la misa.

### La música vocal

#### La ópera
Las corrientes humanistas, en particular la Camerata Florentina, buscaban ya a finales del XVI una puesta al día del antiguo teatro griego, basándose sin embargo en formas musicales recientes, como el drama litúrgico, el drama pastoral, las comedias madrigalescas con figuras de la commedia dell'arte y los intermezzi teatrales. Los sucesivos experimentos en los que la música vocal se combinaba con danzas y escenas teatrales habladas forjaron finalmente un espectáculo musicalmente continuado, en que estas escenas habladas eran sustituidas por recitativos: había nacido la ópera. Entre las primeras se cuentan la Dafne (1598) de Jacopo Peri, de cuya música solo se conservan algunos fragmentos y cuyo tema fue significativamente tomado de Las metamorfosis de Ovidio, y Eurídice, también de Jacopo Peri, esta sí conservada completa en su edición de 1600. Pero fue Claudio Monteverdi con su Orfeo (1607) quien consolidó la forma.
La evolución posterior y su fusión con otras formas músico-teatrales acabó convirtiendo a la ópera barroca en una representación teatral íntegramente musicada en la que se suceden números de cuatro tipos:
- Recitativos, en los que los cantantes hacen avanzar los diálogos de la obra dramática en un canto silábico apenas acompañado por el bajo continuo.

- Arias, verdadero núcleo musical de la ópera. Son números solísticos líricos y muy elaborados, a menudo virtuosos, al servicio del lucimiento del cantante y del puro deleite musical (aun a costa del decurso teatral, aquí suspendido). Hacia el final del periodo se impuso la forma A-B-A, llamada aria da capo.

- Números instrumentales ejecutados por la orquesta desde el foso, como la toccata inicial (véase el comienzo de L'Orfeo de Monteverdi y, sobre todo, las danzas bailadas en escena.

- Coros, generalmente a cuatro voces, a imitación de los coros del teatro griego.

La ópera se impuso como el gran espectáculo de la época en toda Europa: además de en toda Italia, se representaron regularmente en lugares como Viena, Londres, Hamburgo, Dresde, Hannover, Múnich y París. Con la notable excepción de Francia, el italiano siguió siendo el idioma de los libretos, y la temática casi siempre mitológica: era la llamada opera seria, arena del triunfo de los compositores con pretensiones de éxito del Barroco.
Paralelamente aparecieron géneros músico-teatrales más populares, en lengua vernácula, con personajes contemporáneos (a menudo de clase baja), tramas a veces humorísticas y pasajes hablados en lugar de recitativos. Estos espectáculos se introducían bien a modo de intermedio entre los actos de la ópera seria o bien como obras independientes; recibieron diversos nombres en cada país: singspiel (Alemania), ballad opera (Inglaterra), zarzuela (España), opera buffa e intermezzo (Italia), opéra-comique (Francia), etc.

#### El oratorio
Musicalmente casi idéntico a la ópera (aunque con más énfasis en los coros), solía tener una temática religiosa y no era escenificado (esto es, era ejecutado al modo de las actuales "versiones de concierto"). A diferencia de la ópera, casi siempre en italiano, los oratorios solían escribirse en latín o en lengua vernácula. El más famoso ejemplo es El Mesías de Händel.
Un caso particular de oratorio, representado en las iglesias protestantes de la época, era la Pasión, obra de larga duración que relataba, en recitativo, el texto evangélico de la Pasión de Cristo, con arias y corales insertados. La Pasión según San Mateo de Bach es su más ilustre ejemplo.

#### La cantata
La asunción de la monodia, el recitativo y el estilo concertante por la música de iglesia dio lugar a una nueva forma musical, la cantata, obra de uso litúrgico que intercalaba sinfonías instrumentales, recitativos, arias y coros. La composición y ejecución de nuevas cantatas religiosas en lengua vernácula era parte de las obligaciones cotidianas de los músicos de los países luteranos, caso de Bach en Leipzig: allí compuso más de doscientas.
Se escribieron también cantatas profanas, especie de minióperas de cámara habitualmente formadas por la secuencia Recitativo-Aria-Recitativo-Aria. Con frecuencia tienen un carácter vanguardista por estar dirigidas a una audiencia selecta y culta. Aunque Alessandro Scarlatti fue el más prolífico autor del género, son sin embargo más conocidas la Cantata del café de Bach o las compuestas por Händel, en italiano, durante su estancia en Roma.

#### El motete
El motete es una forma musical ya marginal en el Barroco. La denominación se reserva para ciertas composiciones religiosas corales escritas a varias voces iguales, frecuentemente en un estilo obsoleto. En el siglo XVII mantuvo cierta vigencia en Alemania e Italia, y en el XVIII aún se usaba a veces la palabra para designar algunas cantatas de estilo concertante.

### La música instrumental

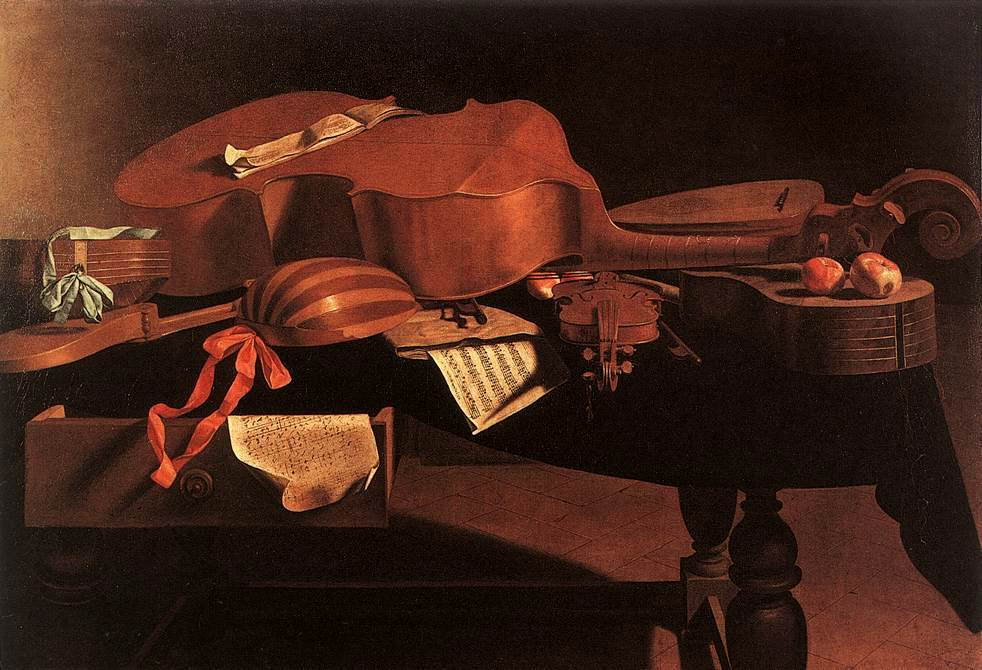
Evaristo Baschenis, Instrumentos musicales,.

El Barroco conoció la transformación de los instrumentos renacentistas hacia modelos dinámicamente más flexibles y vio aparecer la orquesta en el sentido moderno del término. Nacida durante el siglo XVI en ambientes populares, la familia del violín (violines, violas, violonchelos) alcanzó su grado máximo de perfección constructiva en el XVII, hasta el punto de que entonces quedaron fijados los modelos que, en lo fundamental, han sido reproducidos durante los trescientos años siguientes, gracias a la labor de familias de artesanos como los Stradivari y los Amati. Paralelamente a ella sobrevivió a pleno rendimiento la fabricación de violas da gamba, extinguidas sin embargo hacia el final del periodo. Los instrumentos de madera fueron radicalmente transformados por la familia Hotteterre en la corte francesa de Versalles, apareciendo entonces el oboe, el fagot y la flauta travesera barroca. Por otra parte, se siguen utilizando instrumentos de otras épocas como el sacabuche, la trompeta y la trompa, ambos sin pistones.
La música instrumental, que en la época anterior dio el primer asomo en la música académica, tuvo un auge sin precedentes en los siglos XVII y XVIII; por primera vez en la historia, la música vocal e instrumental estaban en plena igualdad. Hubo un gran florecimiento en formas musicales, técnicas, intérpretes y compositores, que poseían ya un profundo conocimiento de la técnica de los instrumentos, al servicio de una fuerte expresión emocional: son típicos testimonios como el de François Raguenet sobre el violinista Arcangelo Corelli quien, cuando tocaba en público, "perdía el dominio de sí mismo".

#### Formas solísticas: preludios, tocatas, fantasías y fugas
Los preludios, fantasías o tocatas son piezas para un instrumento solista (generalmente de teclado) de carácter improvisatorio; como tales, suelen ser rapsódicas, cargadas de ornamentación, de forma y compás poco definidos y de textura variable. Esas piezas improvisatorias solían ir seguidas de una fuga (a 2, 3, 4 o 5 voces): forma derivada del antiguo ricercare, en ella una breve melodía llamada sujeto es presentada inicialmente en cada una de las voces y desarrollada después en contrapunto imitativo.

#### La sonata
Al igual que la palabra cantata designa una composición para canto solista y bajo continuo, la palabra sonata designa en el Barroco una composición para ser "sonada", esto es, para uno o dos instrumentos (sonata a solo o sonata a trío, respectivamente) más el habitual bajo continuo. La combinación más habitual incluía violín, flauta travesera u oboe para la o las voces superiores, más violonchelo y un instrumento de acordes (órgano, clave, arpa, laúd...) para el continuo: su textura muestra la polarización de voces típica del Barroco. Derivada de la canzona del Barroco temprano, la sonata solía dividirse en tres o cuatro movimientos de carácter y tempo contrastantes: típica es la secuencia Largo-Allegro-Adagio-Allegro.
La sonatas destinadas a la iglesia (sonate da chiesa) solían consistir en movimientos de forma libre, que incluían algún fugado entre los rápidos. Las destinadas a las salas civiles (sonate da camera) incluían movimientos de danza bipartitos, al modo de la suite. Entre los más célebres autores de sonatas están Corelli, Vivaldi y Bach. A mediados del siglo XVIII la palabra sonata designó también obras para teclado, tales como las más de quinientas sonatas para clave de Domenico Scarlatti.

#### El concierto
Fue solo a finales del XVII cuando se consolidó el concepto de orquesta, como conjunto en el que varios instrumentos de cuerda interpretan al unísono una misma línea melódica, de suerte que una música escrita a tres o cuatro voces (esto es, en partitura de tres o cuatro pentagramas) podía ser interpretada por un conjunto de hasta quince o veinte músicos. Nació así la posibilidad de alternar pasajes para la masa orquestal completa (tutti, ripieno o concerto grosso) con otros para los solistas del conjunto (concertino, habitualmente formado por dos violines y un violonchelo). A las obras así escritas se les llamó concerti grossi.
Tras su primera aparición en la escuela de Bolonia, los concerti grossi fueron difundidos por toda Europa gracias a las publicaciones de Arcangelo Corelli; consistentes inicialmente en meras sonatas en trío en las que cada pasaje era repetido por el tutti tras ser tocado por el concertino, las partes solísticas ganaron en sofisticación y dificultad técnica hasta diferenciarse temática y musicalmente de las partes orquestales: nació así el concierto solista en tres movimientos (típicamente Allegro-Adagio-Presto), fijado por Giuseppe Torelli pero desarrollado por Antonio Vivaldi y que traspasó épocas musicales al punto de estar aún vigente como forma musical. Importantes centros del género instrumental concertante fueron Módena, Bolonia y Venecia.

#### La suite
Una suite es una sucesión de movimientos o piezas de danza que se interpretan seguidas (en francés, suite). Su secuencia mínima clásica incluía:
- Allemande: danza alemana de compás cuaternario y tempo moderado.
- Courante: movimiento que generalmente es un poco más rápido que el anterior, de compás ternario y frecuentes hemiolias.
- Sarabande: danza lenta de compás ternario que acentúa característicamente su segundo pulso, de origen español.
- Giga: danza rápida en diversos compases de subdivisión ternaria, de origen irlandés.

A las que se podía añadir una obertura inicial más otras danzas tras la giga, elegidas libremente, como por ejemplo:
- Minueto: de compás ternario parecido al del vals. La suite suele contener dos minués emparejados.
- Rondó: pequeña pieza basada en la repetición de un tema (A), con intrusiones (B, C, D, etc.).

De carácter aristocrático, vigoroso rítmicamente y muy sofisticado en lo melódico, la suite se derivó de los ballets de cour de la corte francesa de Versalles y acabó infiltrándose en toda la música instrumental francesa, alemana e incluso italiana, tanto para instrumentos solistas (clavicémbalo, laúd, tiorba) como para grupos de cámara o conjunto orquestal. Su transformación en música camerística estilizó sus pìezas a costa de su original carácter danzable.

## Principales compositores
La inmensa mayoría de los compositores de la época barroca trabajaban al servicio de mecenas pertenecientes a la alta aristocracia o al alto clero: reyes, príncipes alemanes, cardenales, arzobispos o instituciones religiosas de posibles (como catedrales o conventos notables). Solían completar sus ingresos con la edición y venta de sus propias obras impresas. En todos los casos eran intérpretes que tocaban y dirigían sus propias obras, compuestas en general para las funciones indicadas por su patrón: liturgia, música de cámara, música ceremonial, etc.

### Italia
Giovanni Gabrieli (c. 1557-1612) es el principal exponente del Barroco temprano: su música contiene ya los estilos esenciales de la nueva época estética. Claudio Monteverdi (1567-1643) es el primer gran compositor del Barroco; inauguró el nuevo género operístico en Italia y Europa. Girolamo Frescobaldi (1583-1643) tuvo gran importancia en el desarrollo de la música para teclado, en particular por sus toccate para clave y sus canzone para órgano. A mediados de siglo sobresale Giovanni Legrenzi (1626-1690).
Del barroco temprano destacan Francesca Caccini (1587-1640), hija del también compositor Giulio Caccini (1551-1618). Apodada "la Monteverdi de Florencia", Francesca Caccini fue la primera mujer en componer una ópera, La liberazione di Ruggiero dall'isola d'Alcina, la cual a su vez fue la primera ópera italiana en ser representada fuera de Italia. Maddalena Casulana (c.1544-1590) fue la primera mujer compositora que tuvo música impresa y publicada en la historia de la música occidental.
Arcangelo Corelli (1653-1713), Giuseppe Torelli (1658-1709) y Alessandro Scarlatti (1660-1725) dominan la escena nacional de la segunda mitad del siglo XVII hasta principios del siglo XVIII. Ya en la primera mitad del siglo XVIII, Antonio Vivaldi (1678-1741), Tomaso Albinoni (1671-1751), Domenico Scarlatti (1685-1757) y Giuseppe Tartini (1692-1770) representan la cumbre y el ocaso barroco en su país.

### Alemania

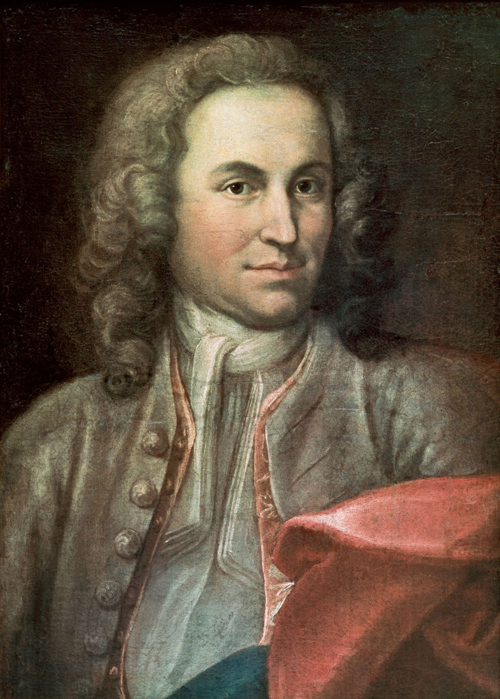
La obra de Bach está considerada la cumbre de la música barroca, y su "Pasión según San Mateo" y el "Clave bien temperado" son cimas de la música occidental.

El nuevo estilo barroco fue aprendido en Venecia por un joven Heinrich Schütz (1585-1672), el más influyente músico en la primera mitad del siglo XVII alemán. De notable importancia son también Johann Hermann Schein (1586-1630), Samuel Scheidt (1587-1654) y Michael Praetorius (1571-1621), autor del tratado Syntagma Musicum.
En la segunda mitad del siglo XVII el organista Dietrich Buxtehude (1637-1707), visitado en Lübeck en 1705 por un joven Bach, es junto al violinista de la corte imperial vienesa Heinrich Ignaz Franz von Biber (1644-1704) el más sobresaliente autor. En el violín, cabe también mencionar a Johan Heinrich Schmelzer (1620-1680), virtuoso de este instrumento, que promovió el uso y desarrollo de las formas sonata y suite en Austria y el sur de Alemania. Destacan asimismo los teclistas Johann Pachelbel (1653-1706) y Johann Jakob Froberger (1616-67), junto a Georg Muffat (1653-1704), privilegiado testigo de los diversos estilos musicales del momento. A caballo entre los siglos XVII y XVIII, Johann Kuhnau (1660-1722), predecesor de Bach como Kantor en Leipzig, Johann Joseph Fux (1660-1741), Johann Caspar Ferdinand Fischer (c. 1656-1746) y Georg Böhm (1661-1733) son los más prominentes compositores.
El Barroco musical llegó a su máxima madurez y esplendor en la primera mitad del siglo XVIII con uno de los compositores más importantes de la música universal, Johann Sebastian Bach (1685-1750), que agotó todas las posibilidades de la música barroca. Su fallecimiento marca tradicionalmente el fin del periodo.
Entre los restantes autores del Barroco alemán tardío cabe destacar al compositor operístico Reinhard Keiser (1674-1739), al tratadista Johann Mattheson (1681-1764), al laudista Silvius Leopold Weiss (1686-1750), a Johann Adolph Hasse (1699-1783), Carl Heinrich Graun (1703-59) y un joven Georg Friedrich Händel (1685-1759) -hasta que en 1712 se fue a Inglaterra- y, sobre todo, a Georg Philipp Telemann (1681-1767), que marca igualmente el inicio de la transición de la música barroca hacia la música clásica de la segunda mitad del siglo XVIII en su país.

### Inglaterra
Las peculiares condiciones históricas de la Inglaterra del XVII resultaron en una peculiar persistencia del estilo polifónico hasta bien entrado el siglo. Tras la restauración de 1660, John Blow (1649-1708) y su alumno Henry Purcell (1659-95) fueron los más destacados e influyentes autores.
En la primera mitad del siglo XVIII, Georg Friedrich Händel (1685-1759), desde su llegada en 1712 al país, es el más destacado e influyente autor y es considerado aún, junto con su paisano y coetáneo Bach, el más importante compositor del Barroco tardío. Después de Händel, la música inglesa vive un periodo de ocaso, aunque a mediados del siglo XVIII destacan Thomas Augustine Arne (1710-78) y William Boyce (1711-79).

### Francia
La música barroca francesa participó en gran parte en el brillo cultural de Francia. Esa época corresponde a un tiempo de intensa producción musical en el país. El término "música barroca", que incluye la música francesa que compuesta entre 1600 y 1770, es a la vez complejo y diverso, ya que la música en Francia evolucionó mucho durante este período.

#### Contexto
A principios del siglo XVII, todas las artes evolucionaron. La polifonía renacentista, un tipo de música con dos o más líneas simultáneas de melodía independiente, evolucionó y la música instrumental aumentó, lo que marcó un alejamiento de la voz, y la excelencia de la composición musical. 
Luis XIV quería expandir el poder político y económico de Francia en las artes y disminuir la influencia de la música italiana. Francia era experta en acordes y era hábil en la creación de música para contar historias, en encontrar la expresión adecuada para imitar la naturaleza, volver a contar historias mitológicas y expresar emociones. Compositores, dramaturgos y músicos de la corte y de la Iglesia contribuyeron a esta búsqueda francesa de elegancia y perfección.

#### La música, un instrumento polivalente
La música era un elemento cotidiano en la corte francesa. Acompañaba la vida ordinaria y extraordinaria, los servicios religiosos y los entretenimientos reales. Era compuesta para realzar el esplendor de las ceremonias públicas, o para relajar a los soberanos y cortesanos en privado. En esa época, la música servía tanto de entretenimiento como de importante herramienta política. Por lo tanto, sus funciones consistían en consolidar la autoridad, el prestigio y el estatus de la monarquía.

#### La herramienta de un monarca
A través de la historia, los monarcas franceses fueron conocidos por su profundo amor por las artes, ya que comprendieron su importancia social y política y, por lo tanto, las promovían activamente. Para Luis XIV, el poder y las artes estaban ligados. Por el contrario, el amor de María Antonieta por la música era apolítico. El papel de la música cambió a lo largo de los siglos, así como sus formas, instrumentos, interpretación y recepción.

#### El advenimiento de la ópera francesa
Al comienzo del reinado de Luis XIV, entre 1650 y 1670, la corte francesa permitió el desarrollo de dos nuevos géneros que duraron hasta la Revolución Francesa adaptándose a los gustos del público: el gran motete y la ópera.
En la década de 1650, el cardenal Mazarino introdujo la ópera italiana en la Corte. La música de Cavalli fue muy apreciada y bienvenida por el público francés, pero cuando Luis XIV se convirtió en rey en 1660, su popularidad disminuyó, y la ópera francesa fue traída de vuelta diez años más tarde. Una de las primeras producciones de ópera francesa fue la del compositor Robert Cambert y el libretista Pierre Perrin, que crearon la primera pastoral Pomone 'francesa', que se representó en la nueva Académie Royale de Musique en 1671. El público quedó asombrado por la mezcla de poesía y música.

#### La Academia Real de Música
La Académie Royale de Musique fue fundada en 1669 para producir y desarrollar la ópera francesa. A partir de 1672, la Academia estuvo bajo la dirección de Jean-Baptiste Lully, el verdadero fundador de la ópera francesa. A petición de Luis XIV, produjo una ópera dividida en partes iguales en canciones, música, poesía, danza y efectos teatrales. La tragédie lyrique nació. Durante muchos años, el género dominó la escena francesa y evolucionó hacia la gran ópera romántica en el siglo XIX.

#### El reinado de Lully
El reinado del Roi Soleil marcó el amanecer del arte lírico, donde la ópera floreció en las formas de comedia-ballet y tragédie lyrique. Primer compositor de su siglo y maestro de la música barroca francesa, Jean-Baptiste Lully revolucionó la danza, la música y el teatro en la corte.
Desde Cadmo y Harmonía (1673) hasta Armida (1686), Lully exploró la música, la acústica, la puesta en escena y el drama en su tragedia lírica, donde se dio mayor importancia al coro y a la orquesta. Sus espectáculos incluían escenas de canciones y bailes, desarrollo de personajes profundos y atrevidos decorados, así como efectos teatrales.
Colaboró todos los años con poetas como Quinault, escenógrafos como Bérain y Vigarani y prestigiosos diseñadores de vestuario y coreógrafos como Beauchamp. Orquestas, coros, solistas y bailarines fueron todos animados por Lully a superarse a sí mismos y contribuir al surgimiento de la ópera francesa como una representación fundamental de las artes europeas.
Cuando Lully murió en 1687, la Ópera se había convertido en el principal teatro de Europa y así permaneció hasta el siglo XIX con la apertura de teatros de ópera en Lyon, Lille, Burdeos y Rouen.
Fue sucedido por Jean-Philippe Rameau.
Además de Lully y Rameau, otros compositores importantes en la música barroca francesa son François Couperin y Jean-Marie Leclair

### España
En España sobresalieron Gaspar Sanz, Juan Cabanilles, Antonio de Literes, Antonio Soler, Juan Hidalgo, Sebastián Durón, José Marín, José de Nebra, Francisco Corselli, José de Torres, Juan Francés de Iribarren, Jaime Facco, Joaquín García de Antonio, Miguel López y Tomás de Torrejón y Velasco. Por entonces vivieron en España, donde compusieron la mayor parte de sus obras, los italianos Domenico Scarlatti y Luigi Boccherini. Fue muy importante la actividad musical durante el reinado de Fernando VI, un gran amante de este arte. Por otro lado, la ópera no fue asimilada sino hasta el siglo XVIII. En su lugar se llevaron a cabo las zarzuelas.
En los virreinatos españoles de América también hubo actividad musical, principalmente en México, Perú y Bolivia, con compositores, como el milanés Roque Ceruti, Juan de Araujo, José de Orejón y Aparicio, Juan Gutiérrez de Padilla, Ignacio Jerusalem, Domenico Zipoli, Manuel de Sumaya, José de Torres, Antonio Durán de la Motta y Manuel de Mesa y Carrizo, cantantes e instrumentistas. Mucha de esta música aún se conserva y ejecuta. En Bolivia se encuentra el Archivo Musical de Chiquitos, en la región de la Chiquitania, que es considerado uno de los archivos más importantes de música barroca del mundo.

## Obras representativas del Barroco
| Año       | Obra                                       | Compositor             |
| --------- | ------------------------------------------ | ---------------------- |
| 1607      | Orfeo                                      | Claudio Monteverdi     |
| 1630      | Fiori musicali                             | Girolamo Frescobaldi   |
| 1640      | Selva morale e spirituale                  | Claudio Monteverdi     |
| 1676      | Atys                                       | Jean-Baptiste Lully    |
| 1689      | Dido and Aeneas                            | Henry Purcell          |
| 1680-1706 | Canon en re mayor                          | Johann Pachelbel       |
| 1700      | Sonatas para violín y bajo continuo op. 5  | Arcangelo Corelli      |
| 1711      | L'estro armonico                           | Antonio Vivaldi        |
| 1717      | Música acuática                            | Georg Friedrich Händel |
| c.1720    | Conciertos para oboe                       | Antonio Vivaldi        |
| 1722      | Conciertos de Brandeburgo                  | Johann Sebastian Bach  |
| 1722-44   | El clave bien temperado                    | Johann Sebastian Bach  |
| 1724      | Giulio Cesare in Egitto                    | Georg Friedrich Händel |
| 1725      | Las cuatro estaciones                      | Antonio Vivaldi        |
| 1727      | Pasión según San Mateo                     | Johann Sebastian Bach  |
| 1713-30   | 4 libros de órdenes                        | François Couperin      |
| 1733      | Tafelmusik                                 | Georg Philipp Telemann |
| 1738      | Ejercicios para clavicémbalo               | Domenico Scarlatti     |
| 1742      | Messiah                                    | Georg Friedrich Händel |
| 1749      | Música para los reales fuegos de artificio | Georg Friedrich Händel |
| 1749-50   | El arte de la fuga                         | Johann Sebastian Bach  |
| 1728-50   | Misa en si menor                           | Johann Sebastian Bach  |

## Intérpretes contemporáneos de música barroca

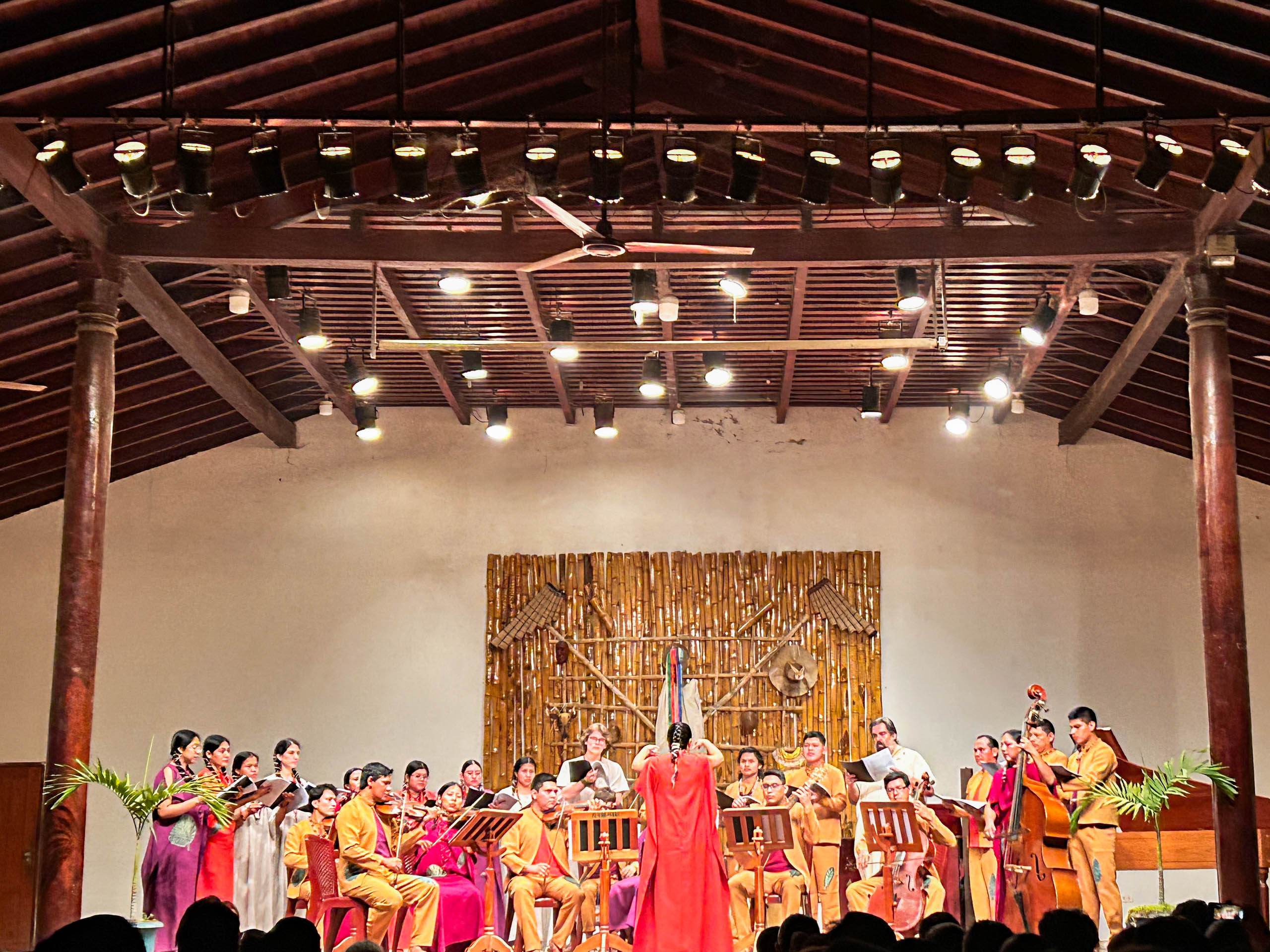
Ensamble de Moxos, conjunto que ejecuta música barroca de la amazonia boliviana.

En la actualidad la música barroca es interpretada por un gran número de conjuntos musicales en todo el mundo, incluyendo aquellas que ejecutan una amplia variedad de música clásica; existen, sin embargo, conjuntos que se han especializado en música de este periodo.
Una de las principales características de estos grupos es que buscan rescatar estilos de interpretación e instrumentos propios de la época barroca. Utilizan afinaciones distintas a las empleadas por las orquestas sinfónicas actuales, así como tempos y ritmos poco ortodoxos respecto al canon que ha imperado desde finales del siglo XIX en Occidente.